# Condado de Forcalquier

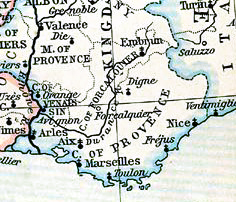
Mapa de Provenza sobre el año 1200.

Escudo

Mapa del condado en 1125.

El condado de Forcalquier fue una jurisdicción feudal en la Provenza. La primera que ostentó el título fue Adelaida I y antes el título era formalmente conde de Provenza (en Forcalquier). Aunque se les llamaba condes de Forcalquier, también se les menciona como condes de la Alta Provenza porque además de Forcalquier dominaban Gap, Embrun (separado en 1202), Sisteron, Apte y Champsaur, la cual pagaba periódicamente una tasa como reconocimiento de su pertenencia al condado. Después de 1155 la frontera en Embrun (el Embrunés) se rectificó y amplió al norte hacia Argentera hasta la alta Durance.
El territorio estuvo dentro de los dominios de Guillermo III el Venaisino, muerto en fecha desconocida después de 1042, el cual era hijo de Rotbaldo II (conde y marqués de Pronvenza y Aviñón, muerto después de 1010) y nieto de Rotbaldo I (conde y marqués de Pronvena y Aviñón, hijo del primer conde Bosón de Provenza y hermano de Guillermo I el liberador conde y marqués de Provenza y Apt).
Guillermo III unió los dominios de su padre y los de su tío Guillermo II (muerto en 1024) y, de acuerdo con las leyes familiares sobre herencia, su hija Lucía o descendencia no tenía derecho a heredar porque o bien había muerto o bien era condesa consorte de Rasez. Su hermana Hermenegilda o descendencia tampoco tenían derecho porque aunque ya no era condesa consorte de Alvernia (su marido Roberto I había muerto en 1032) se había vuelto a casar con Hugo conde (en realidad barón) de Cailan. Por último, un hermano llamado Hugo (muerto en 1037) seguramente ya había muerto pero en todo caso no tenía derecho por su condición de obispo de Lausana. Así pues, la herencia fue a su hermana Ema, que era viuda de Guillermo IV conde de Tolosa, muerto en 1037.
Emma tuvo tres hijos: Ema o Eva (casa con Odón, señor de Illa), Poncio II conde de Tolosa y marqués de Provenza, y Bertrán I conde de Provenza además de Aviñón, Forcalquier, Dia, Aurenja, Gap y Embrun. Bertrán tuvo una nieta única (el hijo Ramón murió antes que su padre), Hildegarda Eva que se casó con Folc Bertrán I conde y marqués consorte de Provenza en Forcalquier, Dia, Aurenja, Gap y Embrun, y por derecho propio en Sisteron.
Hildegarda Eva y Folc Bertrán murieron en fecha desconocida, él después de 1050 y ella probablemente hacia 1060 y sus dominios se dividieron entre sus hijos:
- Guillermo IV Bertrán, conde de Forcalquier y Sisteron y parte de  Aviñón, casado con Adelaida de Canavese y muerto hacia 1065.
- Gerberga (que se desposó probablemente en primeras nupcias con un joven de la rama de Arle, hijo de Jofre I, de nombre Guillermo, pero murió joven), casada con Bertrán II Rambaldo, que recibió Aurenja y fue vizconde de Sisteron.
- Jofre I Poncio, conde de Dia.
- Una hija de nombre desconocido, que recibió tierras en Aviny y Sant Geli, y fue señora de Argence, Bellcaire y Tarasco, que aportó sus tierras a su marido Ramón IV de Tolosa, conocido como Ramón de Sant Geli, muerto en 1105.
- Guillermo I, que recibió Gap y Embrun; estuvo casado con Teresa de Aragón y  murió sin hijos hacia el año 1070, pasando su parte a la hija de su hermano Guillermo Bertrán, el cual había muerto un poco antes, hacia 1065.

Guillermo IV Bertrán murió hacia 1065 dejando una hija muy joven llamada Adelaida (Adelaida I de Forcalquier), la cual heredó posteriormente Gap y Embrun de su tío. Adelaida murió en 1138. Estaba casada con Ermengol IV de Urgel (del cual fue su segunda esposa y que murió en 1092), con el que tuvo a Guillermo V de Forcalquier, Gap y Embrun (la sucesión en Urgel fue para el hijo de la primera mujer). 
Bertrán II estuvo casado con Josseranda de la Flotte y tuvo tres hijos y una hija. Bertrán III fue conde indiviso de Forcalquier y murió en 1207, dejando seguramente dos hijas: Beatriz, casada con Poncio Justas batlle de Forcalquier, y probablemente Cecilia, esposa de Roger II vizconde de Coserans. Guillermo apodado el Joven, muerto de joven; Guillermo VI conde indiviso de Forcalquier, posible marido de Adelaida de Béziers; y Adelaida.
Esta última, muerta después de 121, se casó con Guirao II Amigo, señor de Sabran, de la Tor y de Vedéne y fueron los padres de Guillermo VII de Forcalquier, pero que nunca dominó el condado. Se casó dos veces, con Sagristana Porcellet y Margarita de Salins señora de Salins, y murió en 1215. Fue el padre de Guillermo VIII de Forcalquier, casado con Mabila y tampoco consiguió nunca hacer valer sus derechos.
Guillermo VI murió en 1209. Su hija Garsenda, condesa de Proveza, Forcalquier, Gap, Embrun, Sisteron, Apt y Champsaur, se casó con Ramón I de Sabran, barón de Cailar, señor de el Castellar, Ansuís y parte de Usés, que todavía estaba vivo. Garsenda y Ramón habían tenido dos hijas, Garsenda I y Beatriz. La primera se casó con Alfonso II conde de Provenza, vizconde de Millau, Gévaudan y Rodez, de la rama de los condes catalanes de Provenza, padres de Garsenda (casada con Guillermo vizconde del Bearn) y de Ramón Berenguer V conde de Provenza, vizconde de Millau, Gévaudan y Rodez (muerto en 1245) y casado con Beatriz de Saboya, padres de cuatro hijas de las cuales Beatriz I de Provenza se casó con Carlos I de Anjou, quien se convirtió en conde de Provenza y sus dependencias.
Beatriz recibió Gap y Embrun como dote por carta del 3 de junio de 1202 y fue señora de Cailar, seguramente cuando se casó con Andrés Delfín I conde de Albon y Delfín de Vienne, conocido también como Andrés de Borgoña y Andrés Guiu VI de Viennois, del que se tuvo que separar en 1215 por consanguinidad y al que cedió los condados. Murió en fecha desconocida.
Ignorados los derechos de Guillermo VIII, el condado de Provenza (Baja Provenza) se unió al de Forcalquier (Alta Provenza Sudoccidental) ya amputada de Gap y Embrun, que quedaron dentro del condado de Vienne y formaron el condado de Provenza, diferente del marquesado de Provenza que era la parte del territorio bajo dominio de los condes de Tolosa, la autoridad sobre la parte nororiental de Provenza. Isla y Aviñón quedaron como indivisos entre los condes y los marqueses.

## Lista de condes
- Guillermo III el Venaissino (†1042)
- Ema de Provenza
- Bertrán I, conde de Provenza aparte de Aviñón, Forcalquier, Dia, Aurenja, Gap y Embrun
- Hildegarda Eva (†después de 1060) condesa de Provenza aparte de Aviñón, Forcalquier, Dia, Aurenja, Gap y Embrun
- Folc Bertrán I (†después de 1050), marido conde y marqués consorte de Provenza y Forcalquier, Dia, Aurenja, Gap y Embrun, y por derecho propio, de Sisteron Apt y Champsaur
- Guillermo IV (†~1070) (junto con el siguiente)
- Guillermo Bertrán, (†~1065)(junto con el anterior)
- Adelaida I (†~1138), condesa de Forcalquier, Gap, Embrun, Sisteron, Apt y Champsaur
- Ermengol IV de Urgel (†~1092), conde consorte
- Guillermo V conde de Forcalquier, Gap, Embrun, Sisteron, Apt y Champsaur(1092-1129)
- Guigó o Guiu, conde indiviso de Forcalquier y señor de Manosca (1129-1149)
- Bertrán I conde indiviso de Forcalquier (1129-1149), después conde de Forcalquier, Gap, Embrun, Sisteron, Apt y Champsaur (1149-1150)
- Bertran II de Forcalquier, conde indiviso de Forcalquier, Gap, Embrun, Sisteron, Apt y Champsaur (1150-1207)
- Guillermo VI conde indiviso de Forcalquier, Gap, Embrun, Sisteron, Apt y Champsaur (1150-1209)
- Adelaida, condesa indivisa de Forcalquier, Gap, Embrun, Sisteron, Apt y Champsaur 1150-1209 (y nominal 1209-1212)
- Guirao II Amigo, señor de Sabran, de la Tor y de Vedéne, conde consorte (?-1209) (y nominal 1209-1212, †1213)
- Guillermo VII de Forcalquier (1212-1215)
- Guillermo VIII de Forcalquier (1215-1245)
- Garsenda I (nieta de Guillem VI, e hija de Garsenda) de Forcalquier, Sisteron, Apt y Champsaur, (1209 — ~1218)
- Alfonso II de Provenza, conde de Provenza vizconde de Millau, Gévaudan y Rodez (119/1196-1209), conde consorte de Forcalquier, Sisteron, Apt y Champsaur, 1209 (†1209)
- Ramón Berenguer V, conde de Provenza, vizconde de Millau, Gévaudan y Rodez (1209-1245) conde de Forcalquier, Sisteron, Apt y Champsaur (1218-1245)
- Neastriz I, hija, (1245-1267)
- Carlos I de Provenza, consorte, conde de Provenza, el título de conde de Forcalquier desapareció.